# 捷成工業
捷成工業 (Jebsen Industrial Technology Co. Ltd.) 為於1985年創立的捷成集團旗下其中一業務。捷成工業的總部位於香港及中國上海, 而在北京、廣州、成都、 大連、天津、武漢亦設分公司。捷成工業的多元化發展涉及不同範疇, 包括自動化設備與服務, 建築產品, 電影及廣電, 清油, 工程, 食品, 營養及健康, 石油化工。近年, 捷成工業致力於自然, 電子, 智慧及智能的方向發展而同時兼顧環保, 潔淨及健康等方面。

## 公司歷史
捷成工業在2007年設立首個合資企業, (美特‧捷成汽車系統(大連)有限公司), 進入中國製造業。自始, 除後有4間汽車業界的合資企業及一間清油業界的合資企業相繼成立。
2014年，捷成工業之電影及廣電業務成立「捷成影視」品牌，且建立「JCineCare」鏡頭與電影設備維修服務中心以及品牌旗下的電子商務平台：www.jcinecast.com。
2015年，捷成專業類化工推出首個食品自產品牌「玩味家」。
及至2016年, 汽車業務抽拆及獨立營運。自動化設備與服務業務在大連開設首個主軸維修中心。繼「味玩家」後，捷成工業專類配料與方案部推出第二個自有品牌「蓓樂莎」。捷成影視（JCineCast）與安琴（Angenieux）共同投資設計、製造和分銷安琴 Angenieux Type EZ 系列變焦鏡頭。